# Hotel Monopol w Katowicach
Hotel Monopol w Katowicach – hotel w Katowicach, położony przy ulicy Dworcowej 5, na obszarze dzielnicy Śródmieście. 
Rozpoczął działalność w 1902 roku w eklektycznym gmachu wzniesionym dwuetapowo w latach 1901–1903, prawdopodobnie według projektu Ludwiga Goldsteina. Szybko stał się jednym z najbardziej luksusowych miejsc w Katowicach. W 2003 roku został otwarty po remoncie, zyskując pięć gwiazdek. Posiada 108 pokoi, a jego właścicielem jest Holding Liwa.

## Historia

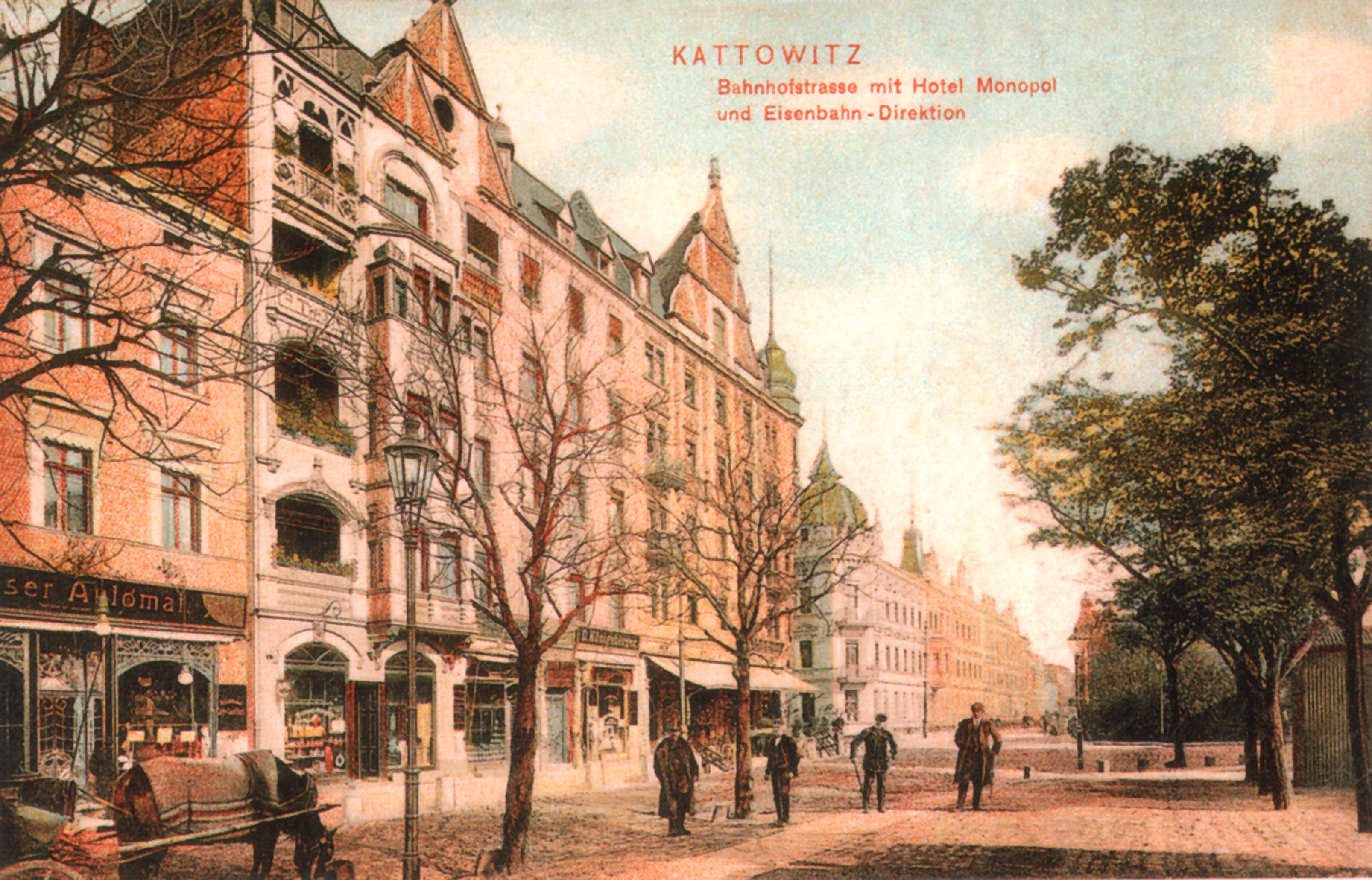
Ówczesny hotel „Monopol” na widokówce wydanej w 1906 roku

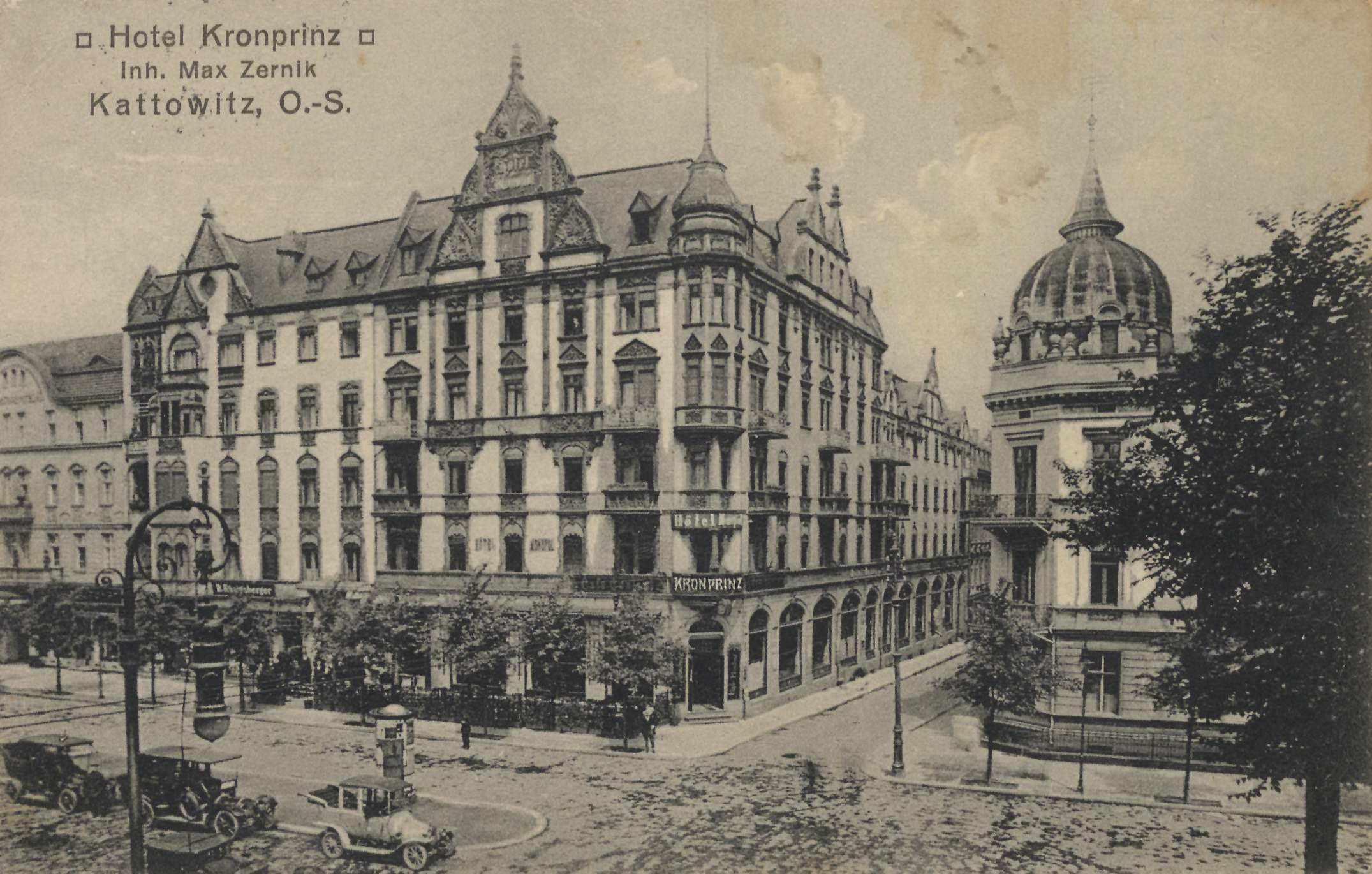
Ówczesny hotel „Kronprinz” na widokówce wydanej w 1917 roku

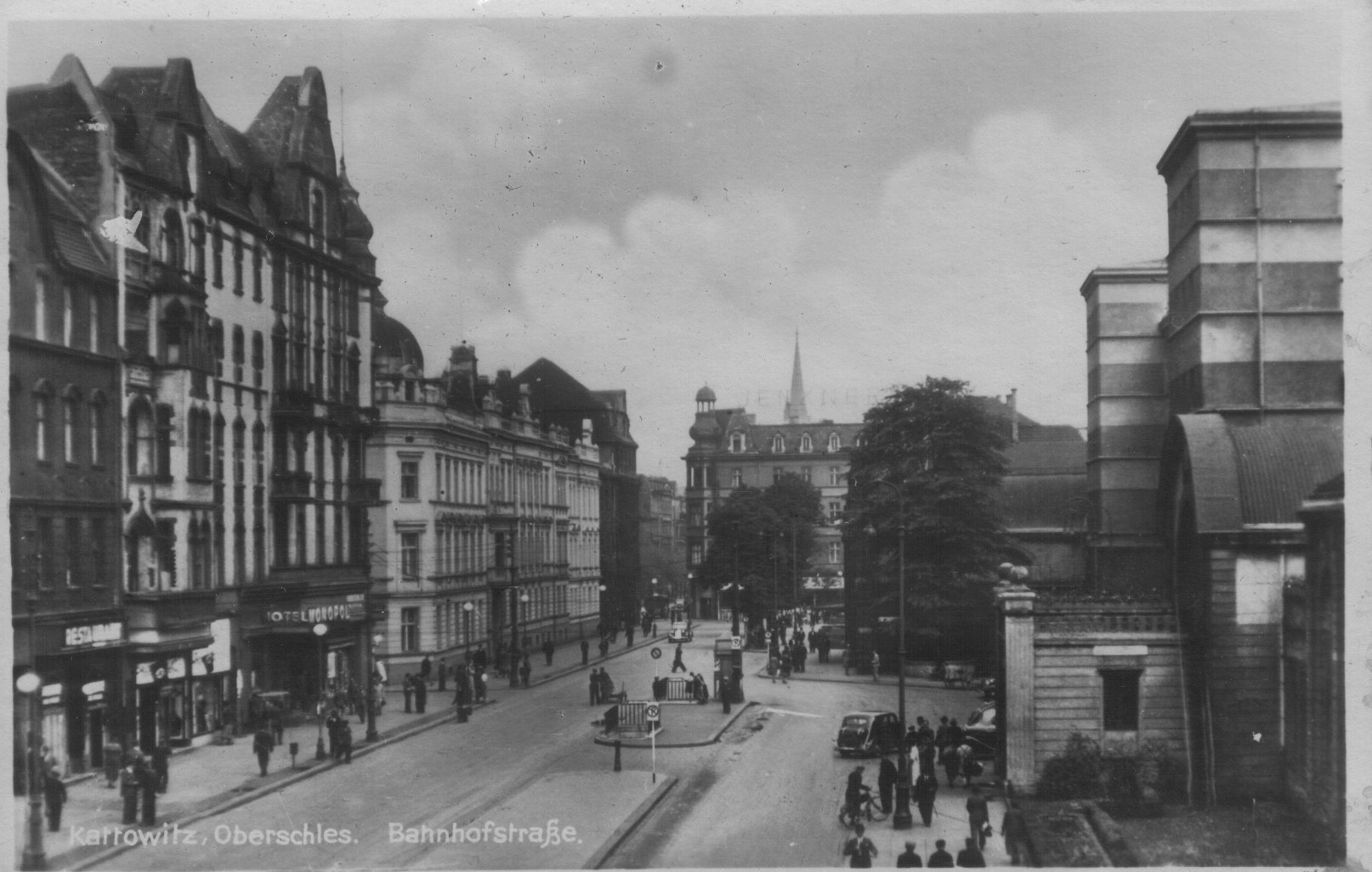
Hotel „Monopol” (po lewej) na pocztówce wydanej w czasie niemieckiej okupacji

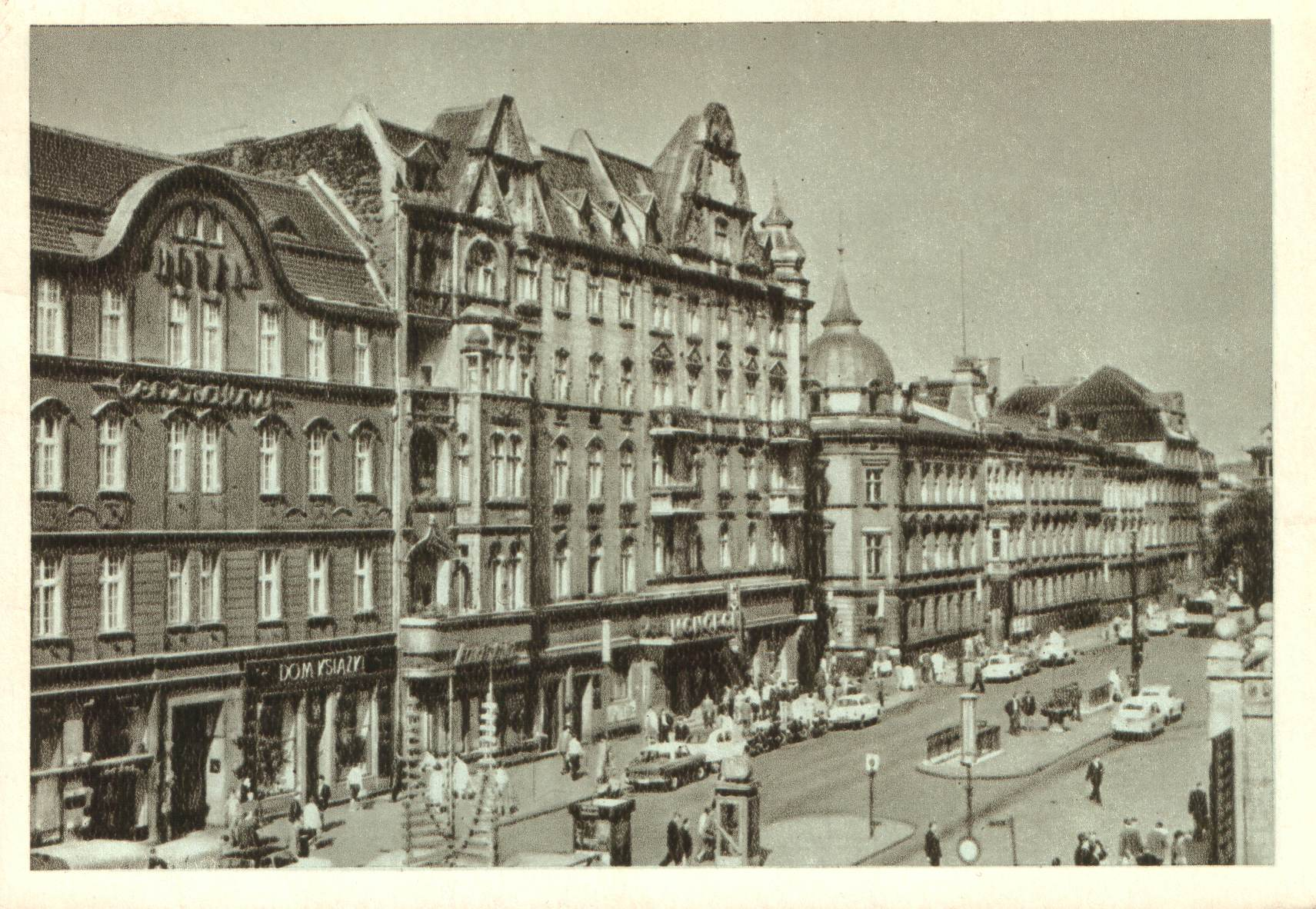
Gmach hotelu w latach 60. XX wieku

Hotel Monopol stanął w miejscu piętrowej willi „Ollendorf” z 1860 roku, która została zakupiona przez Arnolda Lustiga pod koniec lat 90. XIX wieku. Na parterze otwarł niej hotelik z kawiarnią „Cafe Central”. 
W latach 1901–1902 powstała część przy obecnej ulicy Dworcowej 5 w Katowicach, będący obecnie starszą częścią kompleksu. Hotel rozpoczął działalność we wrześniu 1902 roku. W latach 1902–1903 gmach poszerzono o posesję nr 7, na której mieściła się kawiarnia „Cafe Central”. Cały gmach zaprojektował Ludwig Goldstein (bądź Joseph Kutz). Według innych źródeł hotel powstał w 1905 lub 1907 roku.
W hotelu „Monopol”, którego właścicielem byli bracia Gustaw i Arnold Lustigowie, na parterze budynku znajdowały się restauracja i kawiarnia „Cafe Central”, których secesyjne wyposażenie zaprojektował architekt Joseph Urban z Wiednia. Piętra od pierwszego do czwartego zajmowały pokoje hotelowe, których było łącznie 103. Na strychu ulokowano część magazynową a skrzydło do strony ulicy Dyrekcyjnej przeznaczono dla obsługi hotelowej.
Hotel „Monopol” szybko stał się jednym z najbardziej eleganckich i luksusowych miejsc w Katowicach. W 1904 roku na wystawie hotelarskiej w Bytomiu zdobył on złoty medal i nagrodę ufundowaną przez księcia pszczyńskiego. W 1913 roku hotel przeszedł w ręce Viktora Lustiga, w 1923 roku przejął go Paul Willing, w 1928 roku Hermann Feiwel, a następnie Jak Lisiński i Paweł Pilawa. 
W latach międzywojennych hotel „Monopol” był najdroższym tego typu obiektem w mieście. Dysponował 91 pokojami (w 1929 roku), ekskluzywną restauracją (codziennie odbywały się tam koncerty), kawiarnią i zlokalizowanym w podziemiu lokalem nocnym. Funkcjonował także salon fryzjerski prowadzony przez Zygmunta Wurzela. 
W 1929 roku przebudowano wejście i hol od strony ulicy Dworcowej oraz wejście do restauracji od strony ulicy Dyrekcyjnej, a w 1930 roku poddasze od ulicy Dyrekcyjnej, w którym powstały dodatkowe pokoje dla gości. Budynek wyposażono w tym okresie w telefony. W 1938 roku PKO przejęło majątek towarzystwa ubezpieczeniowego Feniks, w tym hotel „Monopol”.
W latach międzywojennych nocowali tutaj najsławniejsi goście przybywający do Katowic, zarówno z Polski jak i z zagranicy, w tym m.in. Jan Kiepura, który przybył tutaj 31 października 1936 roku wraz z poślubioną w tym czasie w Katowicach małżonką Marthą Eggerth. Ponadto gośćmi hotelu w międzywojniu byli m.in.: Karol Szymanowski (w maju 1934 roku), Charles de Gaulle (w latach 1919–1921, będąc wówczas obserwatorem plebiscytu na Górnym Śląsku), Artur Rubinstein, Tadeusz Boy-Żeleński, Eugeniusz Bodo czy Josephine Baker.
W okresie niemieckiej okupacji podczas II wojny światowej hotel „Monopol” znajdował się pod zarządzie niemieckim, a kierował nim Artur Weber. W 1947 roku hotel przejął Stanisław Wilczyński, a następnie Franciszek Major, który za zaleganie z podatkami utracił obiekt na rzecz urzędu skarbowego. Państwo zlokalizowało w nim hotel sieci Orbis.
Kawiarnia uruchomiona w gmachu hotelu „Monopol” po II wojnie światowej stanowiła miejsce spotkań twórców. Spotykali się tu m.in. pierwsi dyrektorzy Teatru Śląskiego – Wilam Horzyca i Karol Adwentowicz. W restauracji hotelowej swój stolik miał pisarz Wilhelm Szewczyk, który zapraszał do niego wielu znanych gości. W 1950 roku lokale gastronomiczne w budynku przemianowano na Gospody Spółdzielcze PPS, które istniały do 1970 roku. W okresie Polski Ludowej działały także: dom handlowy Desa, Okręgowa Komisja Związków Zawodowych, sklepy, kiosk i zakład fryzjerski.
W latach 80. XX wieku hotel został zamknięty, a przez pewien czas budynek ten służył PSS „Społem” jako biura. W 1992 roku gmach przejął Bank Śląski, a w 1999 roku przedsiębiorstwo Consulting. W 2001 roku gmach zakupili bracia Wiesław i Leszek Likusowie, którzy przywrócili mu pierwotną funkcję i nazwę – Hotel Monopol. Obiekt zyskał pięć gwiazdek. Uroczyste otwarcie odnowionego hotelu odbyło się 27 września 2003 roku z udziałem m.in. prezydenta Katowic Piotra Uszoka i ks. bpa Gerharda Bernackiego.
Po otwarciu w Hotelu Monopol gościły m.in. piłkarze reprezentacji Anglii i Portugalii czy członkowie zespołów muzycznych, jak Deep Purple czy Genesis. Ponadto przebywali tutaj znani wykonawcy muzyki poważnej dzięki na współpracy Hotelu Monopol z NOSPR-em i Filharmonią Śląską im. H.M. Góreckiego.

## Charakterystyka
Pięciogwiazdkowy Hotel Monopol położony jest przy ulicy Dworcowej 5 (róg z ulicą Dyrekcyjną) w Katowicach, na terenie dzielnicy Śródmieście, naprzeciw gmachu dawnego dworca kolejowego.
W 2013 roku w hotelu znajdowało się 12 pokoi jednoosobowych, 93 dwuosobowe i 3 apartamenty, a także: dwie restauracje, dwa bary, basen, dwie sauny, siłownia, trzy sale konferencyjne oraz galeria handlowa.
Hotel Monopol jest częścią grupy Likus Hotele i Restauracje (LHR), którego właścicielem jest Holding Liwa.

## Architektura

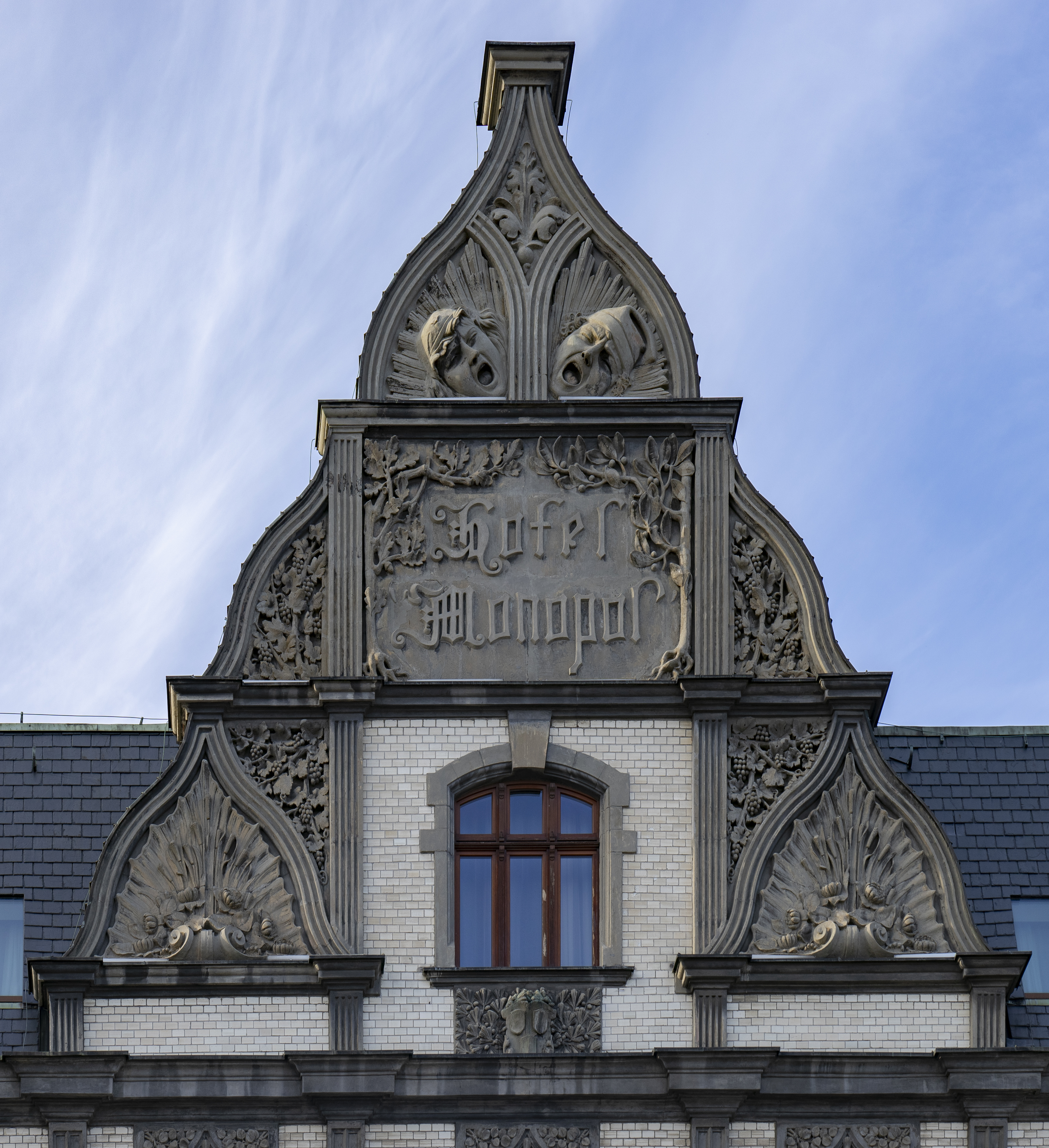
Attyka na elewacji gmachu od strony ulicy Dworcowej z inskrypcją „Hotel Monopol” i dwoma krzyczącymi maskami

Hotel Monopol to obiekt murowany z cegły, częściowo tynkowany, pięciokondygnacyjny z poddaszem i podpiwniczeniem i zwieńczony dachem dwuspadowym. Składa się z trzech skrzydeł, powstałych na planie zbliżonym do litery „L” oraz patio. Powierzchnia użytkowa gmachu wynosi 8 400 m², a powierzchnia zabudowy 1 851 m².
Architektonicznie reprezentuje cechy stylu eklektyzmu z elementami secesji i neogotyku (bądź historyzmu z elementami modernizmu). Elewacje licowane są białą cegłą klinkierową posiadającą zdobienia z postaci ornamentów fryzów podokiennych i ornamentów attyki z motywami roślinnymi i płaskorzeźbami zwierząt. Elewacja południowa, jedenastoosiowa, posiada balkony na trzeciej i czwartej kondygnacji, a także trójkondygnacyjny wykusz na drugiej osi. Wyższa attyka od strony ulicy Dworcowej posiada zrekonstruowaną inskrypcję „Hotel Monopol” oraz dekorację w formie dwóch krzyczących masek. 
Na łuku głównej bramy wejściowej znajdują się ornamenty przedstawiające dwa uśmiechnięte słońca. Narożny wykusz z kopułką na poziomie drugiej kondygnacji posiada kolumnę z piaskowca i balkon z płyciną, a której umieszczono płaskorzeźbę z wizerunkiem Chińczyka. 
Okna na elewacji frontowej są podwojone, prostokątne i czterodzielne, zamknięte łukiem półkolistym, a na jego bokach umieszczono mniejsze, prostokątne. Drzwi są całkowicie przeszklone, jednoskrzydłowe, z nadświetlem.
Tylne elewacje hotelu utrzymane są w czerwonej cegle.
Wewnątrz hotelu znajduje się winda oraz trzy dwubiegowe drewniane klatki schodowe. Boczne części stanowią otwarte korytarze prowadzące do poszczególnych pokoi. Przy recepcji zachowała się oryginalna mozaika podłogowa.
Gmach hotelu wpisany jest do rejestru zabytków nieruchomych pod nr. A/1526/93 w dniu 30 kwietnia 1993 roku i A/860/2021 w dniu 29 lipca 2021 roku, a także do gminnej ewidencji zabytków miasta Katowice.